# Angelo De Rossi (scultore)

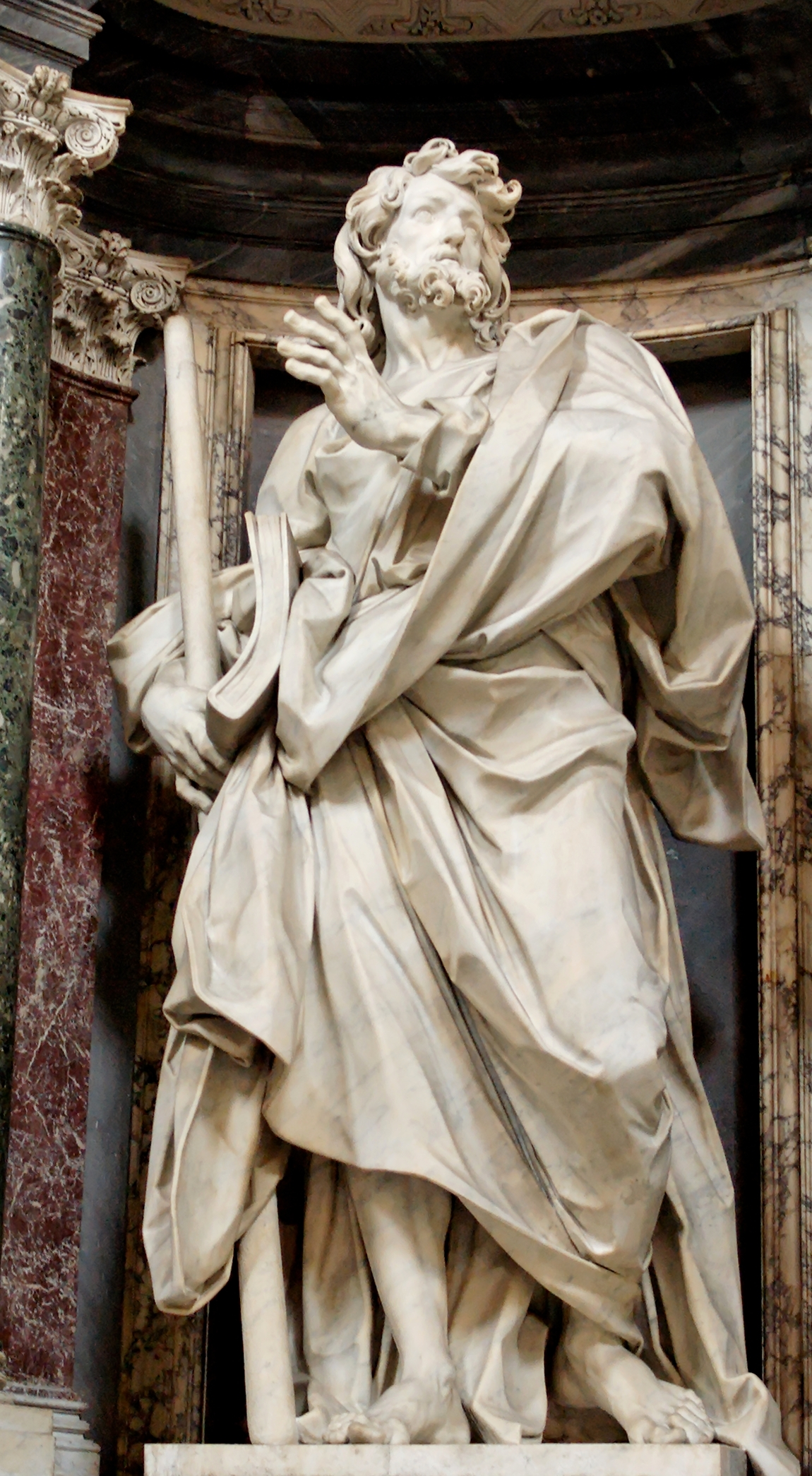
Angelo De Rossi, Jacobus Minor, in San Giovanni in Laterano

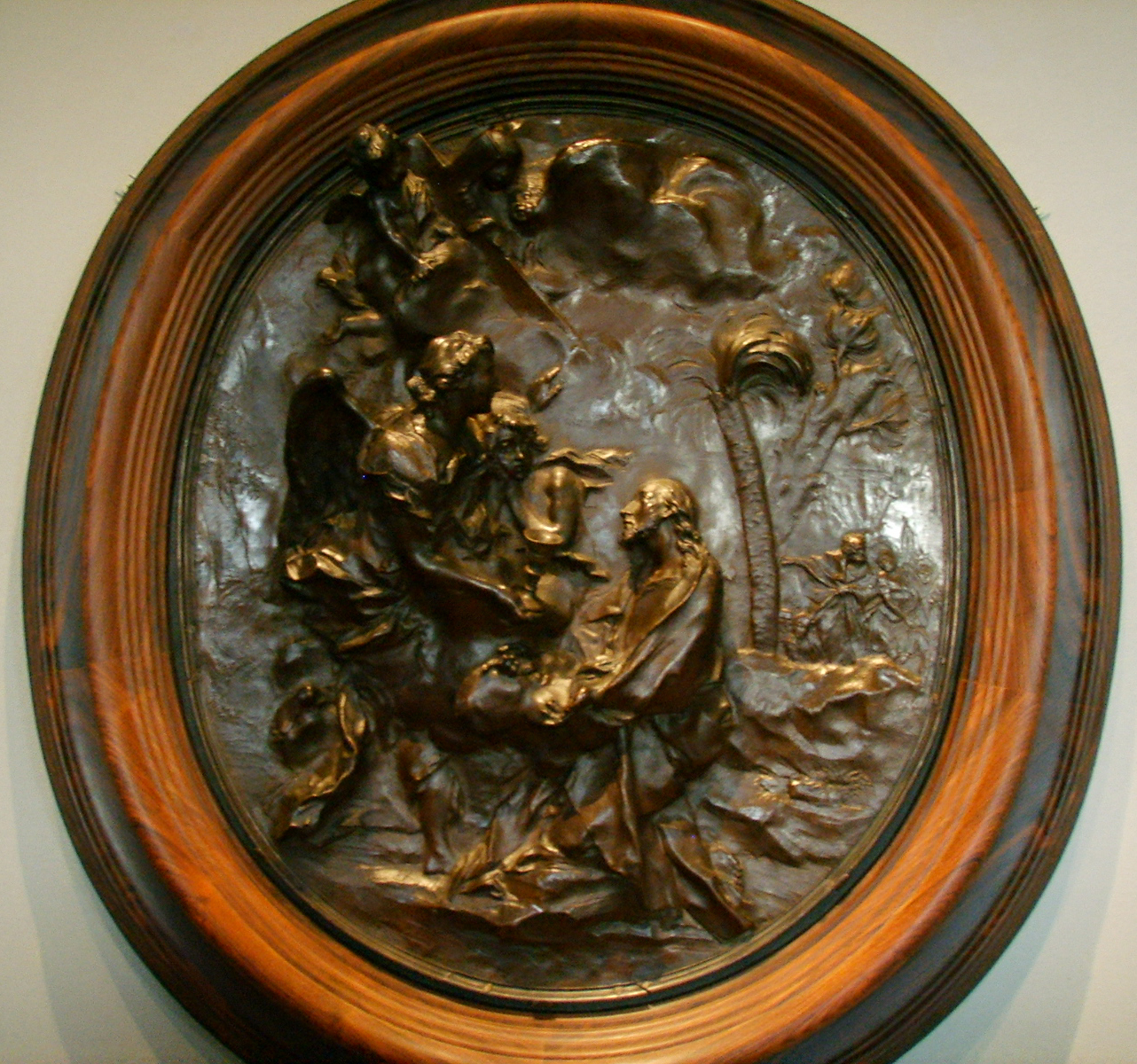
Angelo De Rossi, Agonia nel giardino, 1700 c.

Angelo De Rossi (Genova, 1671 – Roma, 12 giugno 1715) è stato uno scultore italiano.

## Biografia
Il padre era un artigiano di nome Luca. Intorno al 1680 Angelo andò a bottega da Filippo Parodi lo scultore tardobarocco che era il più noto della città e che nel 1683 portò il giovane allievo con sé, a Venezia. De Rossi scolpì la piccola statua Satiro che mangia l'uva che oggi è nelle collezioni del palazzo Reale di Genova ed è databile intorno al 1688. In quell'anno si trasferì a Roma, per frequentare i corsi di disegno e di nudo all'Accademia di S. Luca.
Nel 1692 presentò il rilievo I tre giovinetti nella fornace al concorso annuale dell'Accademia e ottenne il primo premio nella classe scultura. Un rilievo in bronzo, raffigurante La Pietà, oggi in collezione privata, è probabilmente della stessa epoca, per la composizione che risente dello stile di Pierre Puget, di cui De Rossi in quel periodo subì l'influsso.

### Chiesa del Gesù
Per la chiesa romana del Gesù, De Rossi fu chiamato a collaborare alla cappella di Sant'Ignazio, progettata da Andrea Pozzo. Presentò il modello in terracotta, per uno dei sette rilievi dello zoccolo dell'altare: La guarigione di un indemoniato, che poi fu fusa in bronzo da Adolf Gaap.
Il suo secondo rilievo, sempre per l'altare di Sant'Ignazio, è in marmo e rappresenta Il riconoscimento dell'Ordine dei gesuiti. Le figure solenni sono avvolte in ampi drappi. De Rossi risente dello stile paludato che Carlo Maratti stava affermando in pittura e anche delle suggestioni dello scultore francese Pierre Legros. Nel 1697 De Rossi modellò due degli otto putti, fusi da Carlo Spagna, che sono sulla balaustra dell'altare di Sant'Ignazio.

### Il monumento sepolcrale ad Alessandro  VIII
Nel 1695 De Rossi si trasferì, con Legros ed altri artisti, a Palazzo Farnese, e lì rimase finché il cardinale Pietro Ottoboni lo accolse a Palazzo della Cancelleria, assegnandogli un vitalizio di 12 scudi mensili.
Nel 1698 De Rossi iniziò il monumento funebre di Alessandro VIII, completando il rilievo marmoreo dello zoccolo, che rappresenta La canonizzazione di cinque Santi ad opera di Alessandro VIII. Il giovane, sul cui colletto si legge la firma, forse è il suo autoritratto. Le figure sono monumentali e solenni, misurate nei gesti, avvolte in ricche vesti drappeggiate. De Rossi sapeva come ottenere dal marmo superfici lucide e luminose. 
Per motivi non noti lasciò incompiute le statue del papa, della Prudenza e della Religione, che conosciamo grazie a una incisione delle due Allegorie e a un modellino della statua del papa. Le due Allegorie non furono scolpite da uno scultore di nome Gagliardi - come afferma Ratti nella biografia di De Rossi - ma eseguite dal De Rossi stesso. Confrontando le statue finite con l'incisione in rame, si nota che De Rossi eseguì sicuramente i corpi e le vesti e che i volti, rimasti incompiuti, furono lavorati nel 1725 dal Gagliardi, insieme agli zoccoli delle statue.
De Rossi scolpì nel 1702 la statua di Clemente XI che andò perduta; ma rimangono: un bozzetto in terracotta (ora a Berlino), analogo a quello di Alessandro VIII che è conservato a San Francisco; un'incisione in rame datata 1713-14 e una statuetta in bronzo, firmata, (Leningrado, Ermitage) che corrisponde all'incisione e che potrebbe essere l'ultima opera di De Rossi che ci è rimasta.

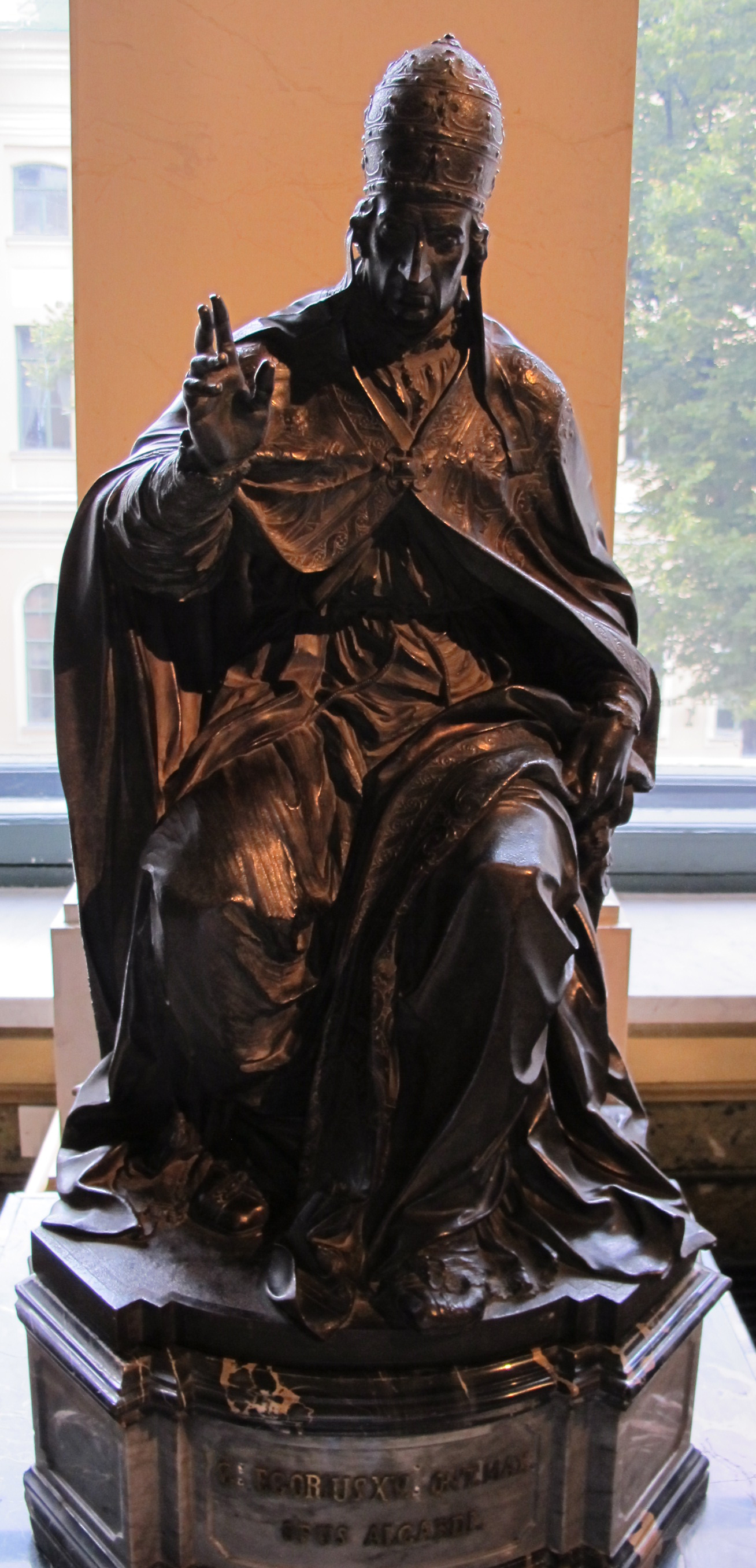
Angelo De Rossi, Clemente IX

### Gli Apostoli a San Giovanni in Laterano
Le statue, a grandezza superiore al naturale (metri 4,24), dovevano essere conformi ai disegni di Carlo Maratti. Angelo De Rossi scolpì il San Giacomo il Minore. A gennaio 1710 gli fu dato il blocco di marmo e a settembre 1711 egli consegnò la statua, ricevendo un compenso di 2.100 scudi. Il Kunstmuseum di Düsseldorf conserva disegni anche per la statua di San Giacomo il Maggiore, che fu tuttavia realizzata da Camillo Rusconi. 
Angelo De Rossi dal 1703 faceva parte della Congregazione dei Virtuosi al Pantheon e nel 1711 fu ammesso all'Accademia dì San Luca, cui donò una Adorazione dei pastori, il cui rilievo originale, in terracotta, è perduto; ma si conserva a Roma, al Museo di palazzo Venezia, un calco in gesso, probabilmente fatto da Giovanni Battista Maini.  
Clemente XI propose la sostituzione dell'altare maggiore del Pantheon e De Rossi fece un rilievo, con  una Assunzione, che andò perduto. L'altare fu poi realizzato da Alessandro Specchi.  Alla morte di Arcangelo Corelli, De Rossi ne fece il busto che fu posto in una nicchia, sopra la sua tomba, al Pantheon. Dal 1949 è conservato nel Palazzo dei Senatori, in Campidoglio.
Alla mostra Il Settecento a Roma, nel 1959, furono esposti:
- Satiro con grappolo d'uva (Genova, palazzo Reale)
- Arcangelo Corelli, busto (Roma, Protomoteca Capitolina)